# Kirill Prigoda
Kirill Prigoda, né le 29 décembre 1995 à Saint-Pétersbourg, est un nageur russe spécialiste des épreuves de brasse. Il est le fils des nageurs Gennadiy Prigoda et Elena Volkova.

## Biographie
Lors des championnats du monde en petit bassin 2014, il fait ses débuts en compétition majeure et y obtient une médaille de bronze sur le  200 m brasse.

## Palmarès

### Championnats du monde

#### Grand bassin
- Championnats du monde 2017 à Budapest ( Hongrie) :
  -  Médaille de bronze au 100 m brasse.
  -  Médaille de bronze du relais 4 × 100 m quatre nages.

- Championnats du monde 2019 à Gwangju ( Corée du Sud) :
  -  Médaille de bronze du relais 4 × 100 m quatre nages.

- Championnats du monde 2025 à Singapour :
  -  Médaille d'or du relais 4 × 100 m quatre nages.
  -  Médaille d'or du relais 4 × 100 m quatre nages mixte.
  -  Médaille d'argent au 50 m brasse.

#### Petit bassin
- Championnats du monde 2014 à Doha ( Qatar) :
  -  Médaille de bronze au 200 m brasse.

- Championnats du monde 2016 à Windsor ( Canada) :
  -  Médaille d'or du relais 4 × 50 m quatre nages.
  -  Médaille d'or du relais 4 × 100 m quatre nages.

- Championnats du monde 2018 à Hangzhou ( Chine) :
  -  Médaille d'or au 200 m brasse.
  -  Médaille d'or du relais 4 × 50 m quatre nages.
  -  Médaille d'argent du relais 4 × 100 m quatre nages.